# Station Bytom Karb
Station Bytom Karb is een spoorwegstation in de Poolse plaats Bytom.